# ویلیام کوبلنز
 ویلیام کوبلنز (انگلیسی: William Coblentz؛ زاده ۲۰ نوامبر ۱۸۷۳ – درگذشته ۱۵ سپتامبر ۱۹۶۲) یک فیزیک‌دان اهل ایالات متحده آمریکا بود.